# Оклахома (линеен кораб, 1914)
Оклахома (на английски: USS Oklahoma (BB-37)) е линеен кораб на САЩ. Вторият кораб от проекта „Невада“. „Оклахома“, за разлика от турбинния „Невада“ има парни машини, но скоростта на корабите е еднаква.

## Конструктивни различия
Различия между „Невада“ и „Оклахома“ са минимални. Фактически линкорите се различават само по силовата им установка. Главният кораб получава вече традиционните турбини, а „Оклахома“ архаичните парни машини с тройно разширение. Мощността им е практически еднаква – 24 800 к.с. при „Оклахома“ и 26 500 к.с. при „Невада“. Във всичко останало линкорите са идентични.

## Модернизации
Почти веднага след влизането си в строй, „Оклахома“ получава две 76-мм зенитни оръдия, които не са предвидени в първоначалния проект. Към 1920 г. числото на тези оръдия е доведено до 8. Едновременно е усъвършенствана системата за управление на огъня на главния калибър и са поставени прибори за управление на стрелбата на противоминния калибър. В края на 1922 г. линкорът получава пневматичен стартов катапулт за пускане на хидросамолети-коректировачи.
В периода 1927 – 1929 г. „Оклахома“ преминава през сериозна модернизация в корабостроителницата на ВМС във Филаделфия. 12 стари парни котела са заменени с 6 нови, които обладават много по-голяма производителност, единствения комин с малко е преместен назад. Старите решетчети мачти, с хиперболоидна конструкция, са заменени с триноги, на които са монтирани триетажни рубки.
Съществено е усилено и бронирането, преди всичко хоризонталното. Над броневата палуба са поставени още един слой броневи плочи с дебелина 51 мм, което довежда палубното брониране до 127 мм. Също са усилени покрива на бойната рубка и скосовете на противоосколъчната палуба.
Особено внимание е отделено на противоторпедната защита. Линкорът получава були, които увеличават неговата ширина с 3 м. При това булите остават празни, играейки ролята на разширителни камери. Освен това е поставена още една преграда в корпуса зад противоторпедната.
Усъвършенстванията засягат и артилерията. Ъгълът на възвишение на оръдията на главния калибър е доведен до 30°, което позволява да се повиши далечината на стрелба с 9 кабелтови. Напълно е заменена и системата за управление на огъня. Противоминната артилерия е съкратена от 21 оръдия калибър 127-мм/51, до 10 и вече се разполага съвършено различно. За коректировка на нейния огън зад бойната рубка е възведена надстройка за далекомер с база 6 м. На „Оклахома“ вече има 3 хидросамолета, а за тяхното излитане е поставен барутен катапулт вместо пневматичния. Той е разположен на покрива на кула №3. Напълно е изменен и състава на зенитната артилерия. 76-мм оръдия са свалени, вместо тях са поставени 127 мм/25 зенитки в количество 8 единици и система за управление на огъня Мк.19.
В периода 1940 – 1941 г. „Оклахома“ отново е модернизиран. В частност са поставени нова система за управление на огъня на зенитните оръдия – Мк.33. Предполага се също поставянето на 4 четирицевни 28-мм зенитни автомата, но тъй като за тези оръдия има дефицит, вместо тях временно са поставени 4 76-мм зенитки. В такъв вид „Оклахома“ и влиза в своя първи и последен бой.

## История на службата
Линкор „Оклахома“ влиза в строй на 2 май 1916 г. Първоначално „Оклахома“, заедно с еднотипния линкор „Невада“, влиза в състава на Атлантическия флот на САЩ. След влизането на САЩ в Първата световна война, двата линкора са изпратени в Ирландия за прехващане на хипотетични немски рейдери, но така и не влизат в бой.
От 1921 г. „Оклахома“ влиза в състава на Тихоокеанския флот на САЩ, през 1925 г. участва в похода по портове в Австралия и Нова Зеландия. В периода 1927 – 1929 година преминава ремонт и модернизация във Филаделфия. През 1933 г. екипажът на „Оклахома“ взема участие в ликвидацията на последствията от земетресението в Лонг Бийч. През лятото на 1936 г. действа в испански води, подсигурявайки правата на американските граждани в хода на избухналата в Испания гражданска война. През 1940 и 1941 г. преживява два сблъсъка в морето, но повредите и в двата случая са незначителни.
Сутринта на 7 декември 1941 г. „Оклахома“ се намира в Пърл Харбър, пришвартован в двойка с линкора „Мериленд“. В хода на нападението на японската палубна авиация става жертва на масирани атаки на торпедоносци B5N2 от самолетоносачите „Акаги“, „Кага“ и „Хирю“. Всичко в линкора попадат 9 торпеда, всички в левия борд, основно под броневия пояс в района на носовата надстройка. Поради тежестта на повредите и нарастващия крен, командирът заповядва на екипажа да изостави кораба, но много членове на екипажа така и не успяват да излязат от вътрешните отсеци. 20 минути след началото на атаката „Оклахома“ се преобръща и ляга на дъното на залива. От състава на екипажа загиват 395 души, ранени са 32.
През юни 1943 г. „Оклахома“ е поставен на ровен кил и на 6 ноември 1943 г. е изваден на повърхността. През декември 1943 г. е въведен в сух док, но огледа на повредите по линкора води до решението да не се възстановява кораба. На 1 септември 1944 г. „Оклахома“ е изключен от списъците на флота. До 1947 г. е използват като блокшив, а на 17 май 1947 г., в хода на буксиране към континенталното крайбрежие на САЩ за разкомплектоване, „Оклахома“ започва да приема вода и потъва на 540 мили от Пърл Харбър.